# Juan Antonio Simont Guillén
Juan Antonio Simont Guillén més conegut com a Antonio Simont o Antonio S. Guillén (La Corunya, 9 de setembre de 1897 - Madrid, 23 de desembre de 1976 fou un cineasta, decorador i director artístic espanyol.

## Biografia
Va iniciar la seva carrera al cinema treballant com a figurinista a París. Després de la guerra civil espanyola va tornar a Espanya, on va treballar als Estudis Chamartín, començant com a director artístic a la pel·lícula En poder de Barba Azul (1940) de José Buchs Echeandia i a La torre de los siete jorobados (1944) d'Edgar Neville. El 1944 fundaria la productora S.E.S amb Pierre Schild i Francisco Escriñá, però la companyia va tancar i va marxar durant cinc anys a Mèxic. Com que els sindicats no el van deixar treballar de decorador, el 1951 va tornar a Espanya. El 1952 va rebre la Conquilla de Plata a la millor ambientació a la 1a Setmana Internacional del Cinema de Sant Sebastià (1953) pel seu treball a Carne de horca de Ladislao Vajda. Després començà a treballar fonamentalment per a Ladislao Vajda, i va obtenir la Medalla del Cercle d'Escriptors Cinematogràfics als millors decorats de 1956, 1957 i 1958 per la seva tasca a les pel·lícules Marcelino, pan y vino, Mi tío Jacinto i Un ángel pasó por Brooklyn, totes elles dirigides per Vajda i protagonitzades per Pablito Calvo. Després va continuar com a director artístic de pel·lícules destacades i d'èxit com Atraco a las tres, La gran familia (1962), Historias de la televisión (1965), La ciudad no es para mí (1966), Sor Citroen o El turismo es un gran invento (1968). A finals dels anys seixanta es va retirar del cinema.

## Premis i homenatges
Medalles del Cercle d'Escriptors Cinematogràfics
| Any  | Categoria        | Pel·lícula                 | Resultat  |
| ---- | ---------------- | -------------------------- | --------- |
| 1956 | Millors decorats | Marcelino, pan y vino      | Guanyador |
| 1957 | Millors decorats | Mi tío Jacinto             | Guanyador |
| 1958 | Millors decorats | Un ángel pasó por Brooklyn | Guanyador |